# Hans Hafström
Hans Georgsson Hafström, född den 23 september 1918 i Karlskrona, död den 27 november 2005 i Saltsjöbaden, var en svensk sjömilitär. Han var son till Georg Hafström.
Hafström avlade studentexamen 1936 och avgångsexamen från Kungliga Tekniska högskolan 1941. Han blev ingenjör i mariningenjörkåren sistnämnda år, byråchef i maskinbyrån inom marinförvaltningen 1954 och marindirektör av första graden i mariningenjörkåren 1959, med kommendörs tjänsteklass 1962. Hafström invaldes som ledamot av Örlogsmannasällskapet 1953. Han blev riddare av Nordstjärneorden 1957 och kommendör av samma orden 1974. Hafström vilar på Skogsö kyrkogård i Saltsjöbaden.